# ویلای ساحلی
ویلای ساحلی فیلم اجتماعی ایرانی به کارگردانی کیانوش عیاری، تهیه‌کنندگی رضا رخشان و بازی رضا عطاران و پژمان جمشیدی ساخته سال ۱۴۰۱ است که از ۱۵ آذر ۱۴۰۲ تا ۲۹ اسفند همان سال در سینماهای ایران اکران شد.

## داستان
داستان، خانواده‌ای روستایی را روایت می‌کند که به عنوان سرایدار قرار است برای ۶ ماه از یک ویلا نگهداری کنند. چاوش، صاحب ویلا، قرار است برای دانشگاه رفتن دخترش ۶ ماه در خارج از ایران زندگی کند و ویلا را به یونس (پژمان جمشیدی) و همسرش (ریما رامین‌فر) می‌سپارد و آن‌ها با ۳ فرزندشان به ویلا نقل مکان می‌کنند. اما برادرزن یونس (رضا عطاران) با ورود به خانه داستان‌هایی را رقم می‌زند...

## بازیگران
کیانوش عیاری اعلام کرد از ابتدا فیلم‌نامه را براساس حضور رضا عطاران، پژمان جمشیدی و ریما رامین‌فر نوشته‌است. در کنار این چهره‌ها، کیانوش عیاری از جمعی از بازیگران نوظهور استفاده کرده‌است که برای اولین بار در این فیلم معرفی شده‌اند. علی سرتیپی و کیومرث پوراحمد هم از جمله کسانی هستند که به‌طور افتخاری در فیلم حضور دارند.
- رضا عطاران
- پژمان جمشیدی
- ریما رامین‌فر
- فرگل فربخش
- عرفان آصفی
- آتوسا انواریان
- بیتا بیگی
- یوسف خسروی
- علی پناهی
- شووار کریم‌زاده

## تولید و ساخت
ترجیح می‌دهم هرچه می‌سازم به دور از ابتذال باشد. چون ابتذال در هر زمینه‌ای از زندگی محکوم است. ویلای ساحلی یک فیلم کمدی نیست و در نهایت فقط می‌توانم بگویم یک فیلم شیرین است؛ یک فیلم قصه‌گو که داستانی مفرح را تعریف می‌کند.

— کیانوش عیاری در مورد ساخت ویلای ساحلی
در ۳۰ مرداد ۱۴۰۱ کیانوش عیاری پروانه ساخت چهاردهمین فیلم خود را با نام اولیهٔ رکر دریافت کرد. در مهرماه ۱۴۰۱ فیلمبرداری فیلم با نام ویلای ساحلی در شمال کشور آغاز شد. در خرداد ۱۴۰۲ با پایان مراحل فنی، فیلم آمادهٔ نمایش شد و سرانجام در آذر ۱۴۰۲ به روی پردهٔ سینماها رفت. کیانوش عیاری در گفتگو با خبرگزاری صبا اعلام کرد زمان نهایی فیلم ۲۰۰ دقیقه است. اما برای اکران در سینما یک نسخهٔ ۱۰۰ دقیقه‌ای آماده شده‌است. او وعده داد در آینده یک سریال ۶ قسمتی از ویلای ساحلی نمایش داده خواهد شد که همه آن سکانس‌های حذف‌شده از فیلم در این سریال وجود دارد.

## حواشی
خبرگزاری فارس در دی ۱۴۰۱ به نقل از روح‌الله سهرابی، مدیرکل دفتر نظارت سازمان سینمایی، عنوان کرد که فیلم ویلای ساحلی فرم شرکت در جشنواره را پر کرده‌است. این خبر به علت تحریم گستردهٔ جشنواره فیلم فجر توسط هنرمندان، با واکنش‌هایی مواجه شد. اما کیانوش عیاری اعلام کرد فیلم آمادهٔ نمایش نیست و برای اکران در سال آینده آماده می‌شود.
کیومرث پوراحمد در آخرین حضور سینمایی خود به صورت افتخاری در این فیلم بازی کرد. چند ماه پس از پایان فیلمبرداری این فیلم، او در شمال کشور درگذشت. کیانوش عیاری در مصاحبه‌ای در خصوص حضور کیومرث پوراحمد در این فیلم گفت: «زمانی که ما فیلمبرداری می‌کردیم، ایشان در شمال بودند و یک هفته‌ای را پیش ما ماندند. من در فیلم‌نامه، یک گروه فیلمبرداری داشتم و به آقای پوراحمد پیشنهاد دادم نقش کارگردان گروه را بازی کند که پذیرفتند. هنگام بازی ایشان که رسید، یکی از آن کت‌های معروف چهارخانه‌ام را که موقع فیلمبرداری‌ها می‌پوشم به تنِ آقای پوراحمد کردم و خودم هم در سرمای هوا کاپشن ایشان را پوشیدم. فیلمبرداری ما پنجم دی‌ماه تمام شد، آقای پوراحمد از نور رفتند و کمتر از سه ماه بعد آن اتفاق تلخ رخ داد.»

## بازخورد

### گیشه
ویلای ساحلی موفق شد تا در نخستین روز نمایش خود، ۹۲۵۰ مخاطب داشته و فروش گیشه را از ۵۱۰ میلیون تومان عبور دهد. فروش روز نخست برای ۲ فیلم پرفروش پساکرونایی سینمای ایران یعنی فسیل، ۳۶۰ میلیون با ۹۲۰۰ مخاطب (نخستین نمایش در روز پنج‌شنبه) و هتل با ۴۱۵ میلیون و ۷۴۰۰ مخاطب بوده‌است. بدین‌ترتیب ویلای ساحلی موفق شد تا در نخستین گام، بیشترین فروش و استقبال مخاطب روزانه سینمای ایران طی ۴ سال اخیر را به نام خود ثبت کند. اما رکوردشکنی ویلای ساحلی ادامه نیافت و این فیلم در هفته اول اکران خود در جدول فروش هفتگی سینمای ایران نتوانست فیلم هتل را پشت سر بگذارد و با فروش ۹ میلیاردی و ۲۰۰ هزار مخاطب در رتبه دوم قرار گرفت.

### منتقدان
ویلای ساحلی با واکنش چندان مثبتی در مخاطبان مواجه نشد. افشین علیار در جوان‌آنلاین فیلم را ضعیف‌تر از کمدی‌های دیگر اکران و ساختار فیلم‌نامه را کلیشه‌ای و پیش‌پاافتاده ارزیابی کرده‌است. وب‌سایت فرارو در گزارشی واکنش‌ها به فیلم کیانوش عیاری را ضد و نقیض توصیف کرد و این فیلم را نامتناسب با سینمای عیاری دانست. کیانوش عیاری در مصاحبه‌ای در پاسخ به انتقاداتی که از فیلم شد، اعلام کرد که ویلای ساحلی را صرفاً برای کسب درآمد ساخته و برای جبران ضررهای متعدد مالی ناشی از توقیف فیلم‌های قبلی خوئ تلاش کرده یک فیلم شیرین بسازد که مبتذل نباشد ولی با مخاطب ارتباط برقرار کند.